# Lauren Groff
Lauren Groff, född 23 juli 1978 i Cooperstown, New York, USA, är en amerikansk romanförfattare, som bor nu i Gainesville, Florida, USA. Flera av Groffs romaner har uppmärksammats i sammanställningar över  årets bästa böcker .